# Cornelius Høyer
Cornelius Høyer (født 26. februar 1741 på Kronborg Geværfabrik, Hammermøllen, død 2. juni 1804 i København) var en dansk miniaturmaler, bror til Christian Frederik Høyer.
Høyer kom allerede som barn på Eigtveds kunstakademi og studerede senere i Paris, Rom og Dresden. Han blev medlem af et par udenlandske akademier – blandt andet  kunstakademierne i Firenze (1767) og Bologna (1768) – og i 1770 af det danske.
Senere blev han Akademiets sekretær. Han fratrådte stillingen i 1804 efter et sammenstød med Abildgaard). Han blev professor, hofminiaturmaler, justitsråd, var højt anset som kunstner både i indland og udland, særlig i Tyskland, men sad i trange kår.
Høyer synes at have været stridbar og trættekær: han lå i kiv med de fleste af sine kunstbrødre og blev skilt fra sin hustru. Al denne modgang slog dog ikke penselen ud af hånden på ham, og mange miniaturer og pasteller er bevarede fra hans hånd.
Et par ejes af Kunstakademiet.

## Billeder
| - Værker af Cornelius Høyer - Struensee på et miniatureportræt, 1770 - Danserinden Giovanna Bassi (sv), ca. 1780 - Gustav 3. med Gustav Adolf, 1780 (begge pegende mod Gustav 2.) - Princesse Sofia Albertina (sv), 1785 - Dronning Marie Sophie, ca. 1792, - Mytologisk scene, slutningen af 1700-tallet - Peter van Hemert, ml. 1800 og 1804 - Anna Elisabeth Ter Borch, ca. 1802 (gift med Thomas Ter-Borch (en) - Jean-Baptiste Masse (en). Før 1804 - Carl Gustav Pilo, dansk og svensk hofmaler. Før 1804 - Charlotte Schimmelmann (født Schubart Høyer). Før 1804 - Karl 13. af Sverige, uklar datering |